# Тавмант
Тавмант в древногръцката митология е морски великан. Син на морето (Понт) и Гея, брат на бурното море Форкис, Кето, морския старец Нерей и Еврибия. Съпруг на океанидата Електра (съименница на плеядата Електра). Баща е на Харпиите и вестителката на боговете Ирида.